# Кути (Шептицький район)
Кути́ — село в Україні, у Шептицькому районі Львівської області. Населення становить 74 осіб.

## Населення

### Мова
Розподіл населення за рідною мовою за даними перепису 2001 року:
| Мова       | Кількість | Відсоток |
| ---------- | --------- | -------- |
| українська | 74        | 100%     |